# Trondheim
Trondheim (dawniej Nidaros oraz Trondhjem) – miasto w Norwegii, nad Trondheimsfjorden u ujścia rzeki Nidelvy. Ośrodek administracyjny, dobrze rozwinięty przemysł stoczniowy, maszynowy, metalowy, rybny, ważny port handlowy i rybacki.
Ważny ośrodek sportów zimowych (trasy biegowe, skocznie narciarskie). W 2023 miejscowość liczyła 212 660 mieszkańców.
Miasto, założone w 996 roku przez Olafa Tryggvasona, do 1217 pełniło funkcję stolicy wikińskiej Norwegii. W latach 1152–1537 było siedzibą katolickiej archidiecezji Nidaros (obecnie funkcjonuje luterańska Diecezja Nidaros i Nidarosdomen – katedra Nidaros). Gmina w obecnym kształcie istnieje od 1964 roku, kiedy Trondheim zostało połączone z Byneset, Leinstrand, Strinda i Tiller.

## Położenie i klimat

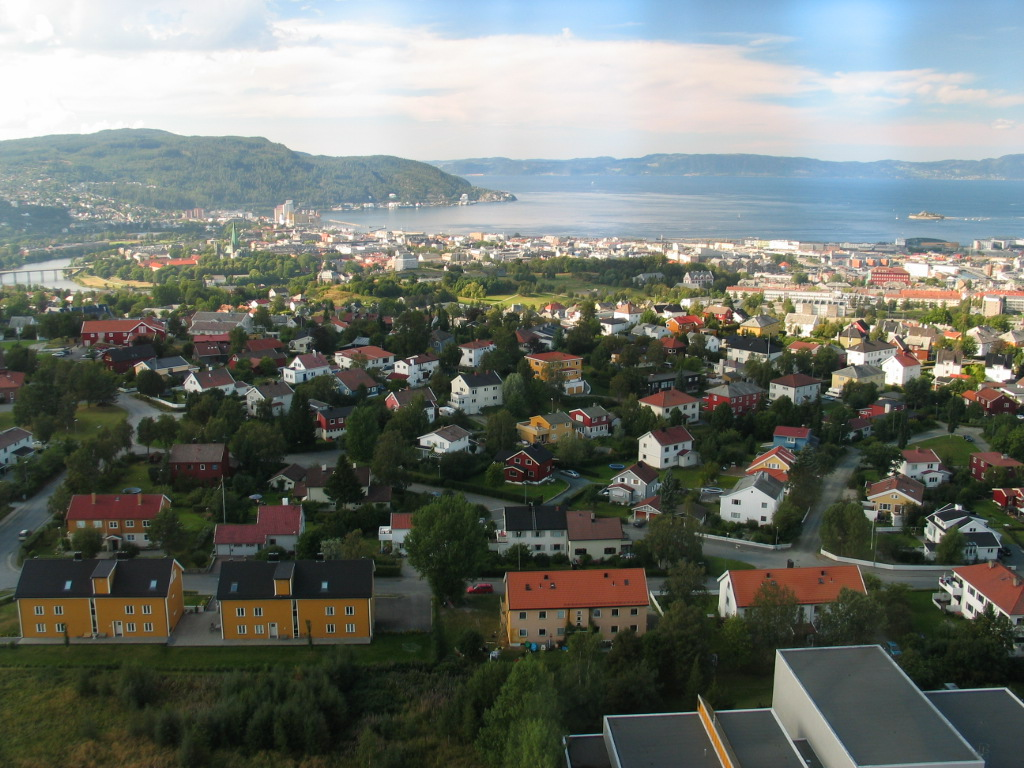
Widok z wieży telewizyjnej Tyholttårnet (2006)

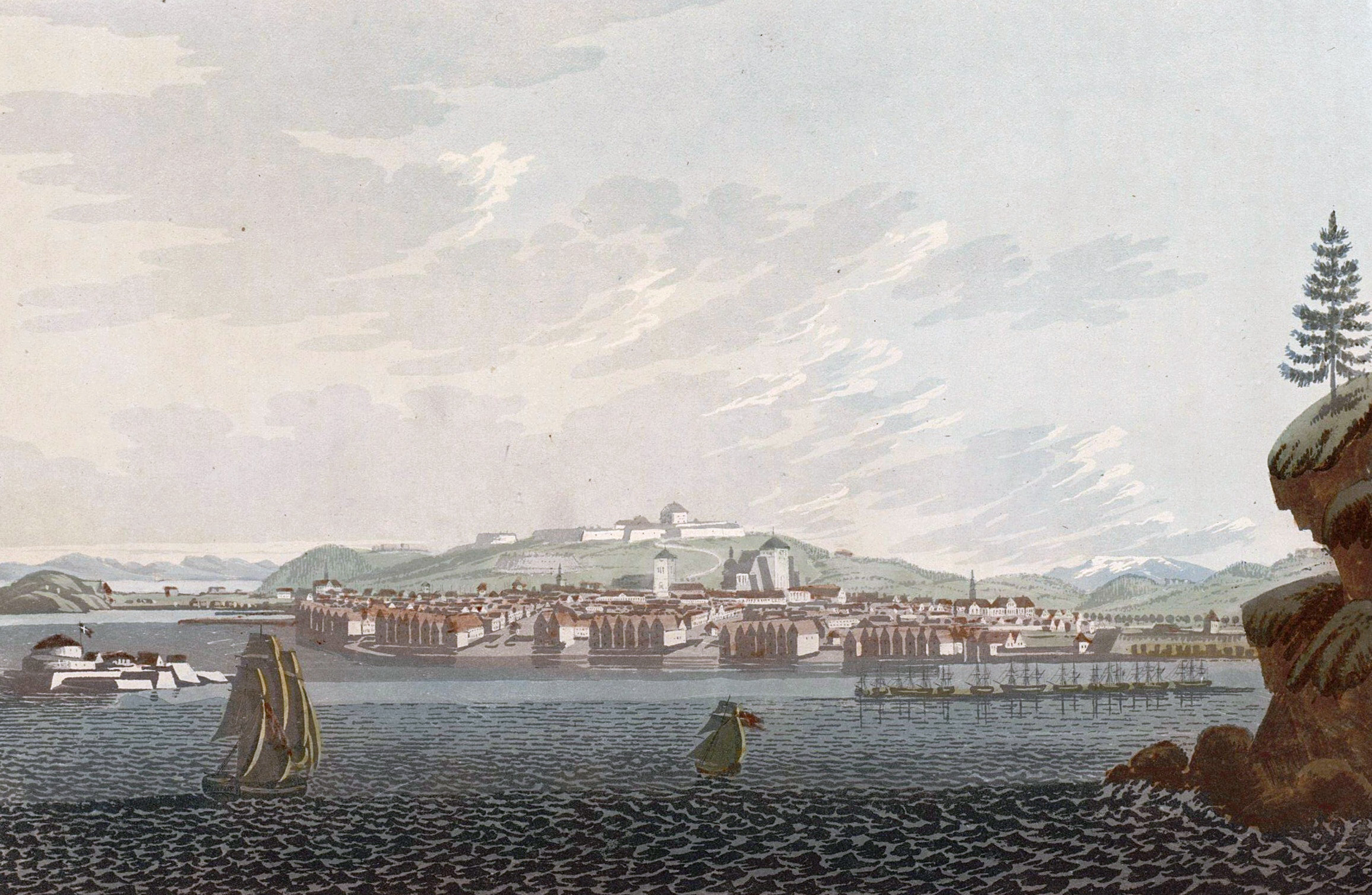
Panorama miasta Trondheim w 1800 roku na obrazie autorstwa Johna Williama Edy’ego

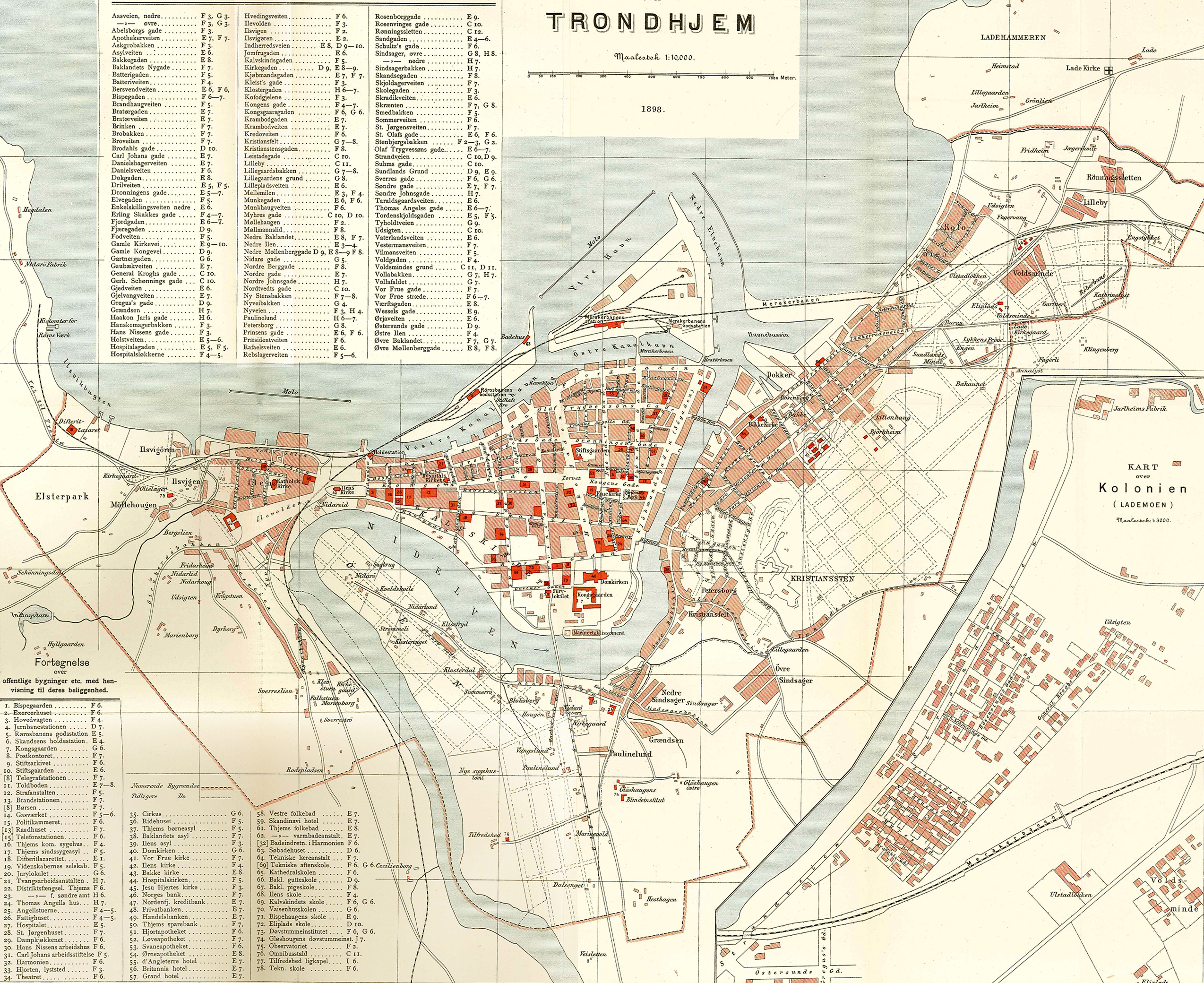
Mapa miasta Trondheim z 1898 roku

Trondheim położone jest w miejscu, gdzie rzeka Nidelva spotyka fiord Trondheimsfjorden. Podczas przesilenia letniego Słońce wschodzi ok. 3:00, a zachodzi ok. 23:40, ale pozostaje tuż pod horyzontem – to powoduje, że pomiędzy 20 maja a 20 lipca nie ma w nocy ciemności. Natomiast podczas przesilenia zimowego Słońce wschodzi o 10:00, pozostając jedynie nad linią horyzontu, zachodzi już o 14:30.
W Trondheim występuje klimat nadmorski, jednak miasto jest osłonięte od silnych morskich wiatrów. Najwyższą temperaturę + 35 °C zanotowano 22 lipca 1901, zaś najniższą – 26,1 °C w lutym 1899 roku. Najwyższym naturalnym wzniesieniem na terenie miasta jest Góra Storheia, wznosząca się 565 metrów ponad poziom morza.

## Historia
Ludzie mieszkali w tych okolicach już od tysiącleci. W dawnych czasach, w miejscu zwanym Øretinget u ujścia rzeki Nidelvy, wolni ludzie wybierali swojego władcę. Harald Pięknowłosy (865 – 933) został tu obwołany królem, jak i jego syn Haakon I zwany Dobrym. Miasto (zwane pierwotnie Nidaros) było siedzibą królów Norwegii, a także do 1217 roku pełniło rolę stolicy państwa (następnie stolicę przeniesiono do Bergen).
Trondheim było od 1152 roku siedzibą katolickiego arcybiskupstwa Norwegii, aż do ucieczki z miasta ostatniego katolickiego arcybiskupa Olava Engelbrektssona w 1537 roku.
Po układzie pokojowym w Roskilde 26 lutego 1658 roku Trondheim (i cała reszta Trøndelagu) dostała się pod panowanie szwedzkie. Ziemie te odebrano Szwedom 10 miesięcy później, co potwierdzono Traktatem Pokojowym w Kopenhadze 27 maja 1660 roku. Podczas II wojny światowej Trondheim okupowały siły niemieckie od kwietnia 1940 roku (od pierwszego dnia inwazji na Norwegię – operacji Weserübung) aż do końca wojny w maju 1945 roku.
Trondheim przez długi czas stanowiło siedzibę władz Norwegii. Tutaj zbierał się pierwszy norweski parlament – Ting, a miejscowa katedra była centrum kultu religijnego, do którego przybywali pielgrzymi aż z Oslo.
Miasto trawiły wielkie pożary w latach 1598, 1651, 1681, 1708, 1717, 1742, 1788, 1841 i 1842. Pożar w 1681 zwany „pożarem Hornmana” pochłonął 90% zabudowy miasta i spowodował niemal całkowitą przebudowę miasta. Generał Johan Caspar von Cicignon (inżynier wojskowy z Luksemburga) nadzorował odbudowę miasta, zupełnie nie zważając na prawa własności po to, aby w przyszłości uniknąć tego typu katastrof. To wtedy zbudowano szerokie aleje takie jak Monkegaten, to nadało miastu jego własny, szczególny styl.

### Nazwa miasta
Król wikingów Olav Tryggvason nazwał miasto w 997 roku Kaupangen (znaczące tyle co „Miejsce Targów”). Wkrótce potem zaczęto je nazywać Nidaros (ujście rzeki Nidy). W późnym średniowieczu nazwę zmieniono na Trondheim.
Po podboju Norwegii przez Danię i pseudounii, miasto nazywane było Trondhjem (słowa heimr, heim i hjem oznaczają dom, a Trond to plemienne imię, czyli nazwa oznaczała „Dom Trøndera”).
W okresie 1 stycznia 1930 – 6 marca 1931, miastu ponownie nadano historyczną nazwę Nidaros. Aby podkreślić duże znaczenie miasta w przeszłości, zmieniono nazwę, mimo że podczas referendum z 1928 roku mieszkańcy głosowali następująco: 17 163 głosów za Trondhjem i 1508 głosów za Nidaros. Publiczne oburzenie, a nawet protesty, spowodowały doprowadzenie do kolejnej zmiany nazwy miasta, tym razem bardziej kompromisowa, brzmiąca mniej duńsko Trondheim. Nazwa ta nawiązywała do historycznej nazwy całego okolicznego fiordu Trondheimsfjorden. Wymowa „Trondhjem” była oficjalnie zabroniona, choć nadal jest wielu preferujących nieoficjalną wymowę nazwy miasta, w lokalnym dialekcie (Trøndersk).
Tradycyjna niemiecka nazwa miasta to Drontheim. W czasach okupacji niemieckiej 1940–1945, Niemcy wybudowali tu bazę okrętów podwodnych (U-Bootów). Rozważali także budowę nowego miasta, Neu-Drontheim dla 250 tys. mieszkańców. Miało ono się mieścić 15 km na południe od Trondheim, obok mokradeł Øysand, na obrzeżach miasta Melhus. Nowe miasto miało stać się stolicą północnej niemieckiej Skandynawii, która miała być główną bazą marynarki wojennej na rejon Północnego Atlantyku, stając się największą ze wszystkich niemieckich baz. W mieście, do którego miała prowadzić autostrada z Oslo, planowano budowę opery, teatru, biblioteki, dużej galerii malarstwa, stadionu oraz licznych basenów, tak aby zgodnie z intencjami Hitlera znalazło się tu wszystko, co potrzeba znaczącemu ośrodkowi kultury. Z wielkich planów Niemcom udało zrobić się niewiele – do dziś w okolicach Øysand, obok głównej drogi widać jedynie zardzewiałe końcówki zbrojeń planowanego miasta.

## Charakterystyczne miejsca

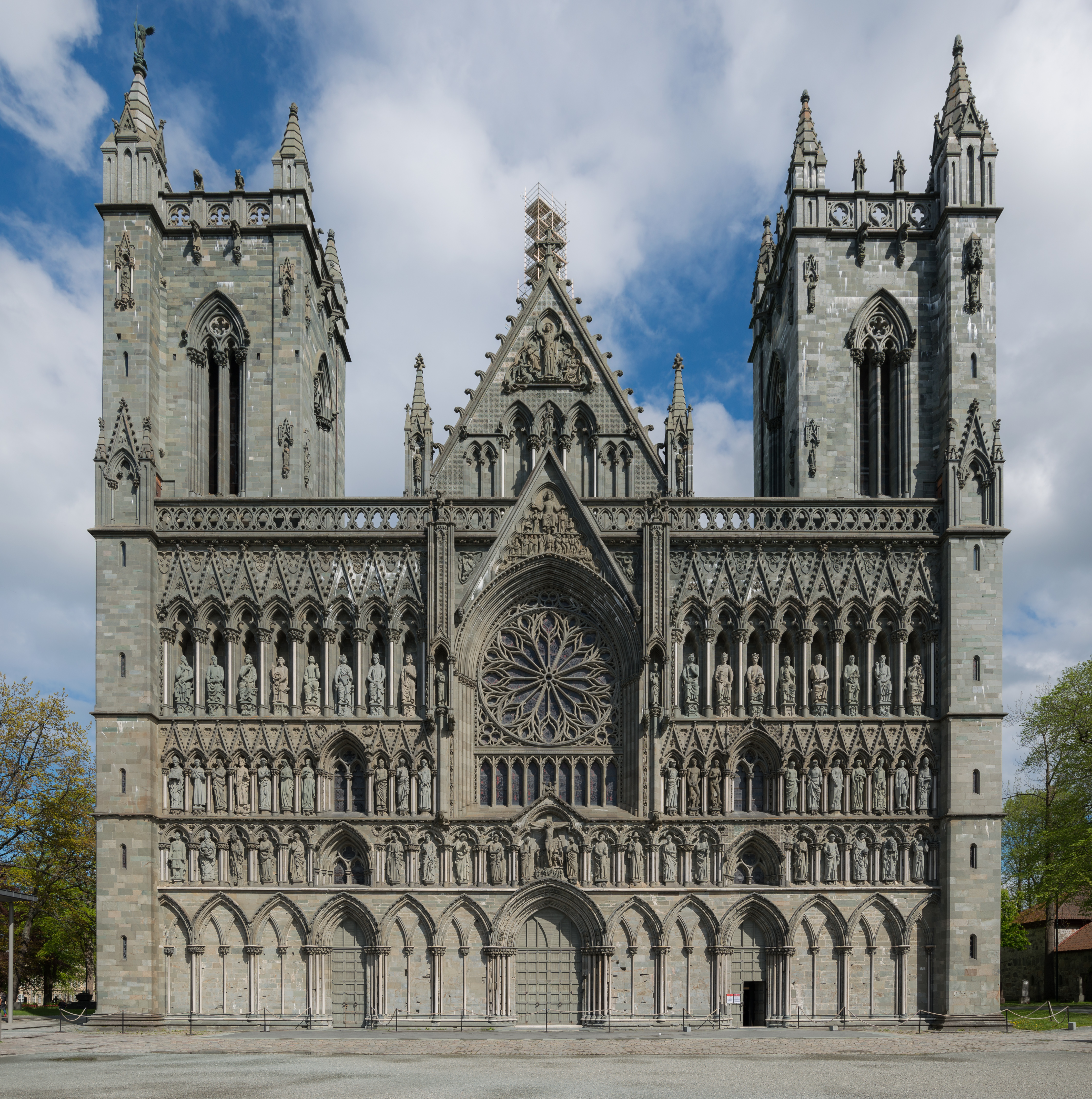
Katedra Nidarosdomen

- Nidarosdomen – gotycka katedra (XII-XIV w.), pałac arcybiskupi (XIII w.)
- Gamle Bybro – most starego miasta zbudowany w 1685
- Starówka Bakklandet – stojące na palach nad rzeką Nidelva drewniane domy i magazyny kupieckie z XVII i XVIII wieku
- Twierdza Kristiansten – wybudowana w latach 1681–1685 forteca górująca nad miastem
- Munkholmen – ulokowane na małej wysepce byłe miejsce egzekucji, klasztor benedyktynów, forteca, więzienie, a dziś popularna atrakcja turystyczna
- Budynek Norweskiego Uniwersytetu Naukowo-Technicznego
- Stiftsgården – wybudowany w 1774 roku pałac królewski
- Nedre Elvehavn – nowe osiedle i centrum handlowe, wybudowane w starym porcie i w zaadaptowanych budynkach pofabrycznych
- Tyholttårnet – wieża radiowo-telewizyjna widoczna z każdego punktu miasta, wybudowana w 1985 roku
- Samfundet – charakterystyczny czerwony budynek prowadzony dla i przez studentów, pełni rolę klubu studenckiego, a w lecie hostelu
- Statua Olafa Tryggvasona – stojąca na centralnym placu miasta, upamiętnia założyciela Trondheim
- Lerkendal Stadion – wybudowany w 1947 roku stadion, na którym gra zespół Rosenborg BK
- Granåsen – skocznia narciarska o punkcie konstrukcyjnym 124 m

## Edukacja

### Szkolnictwo wyższe

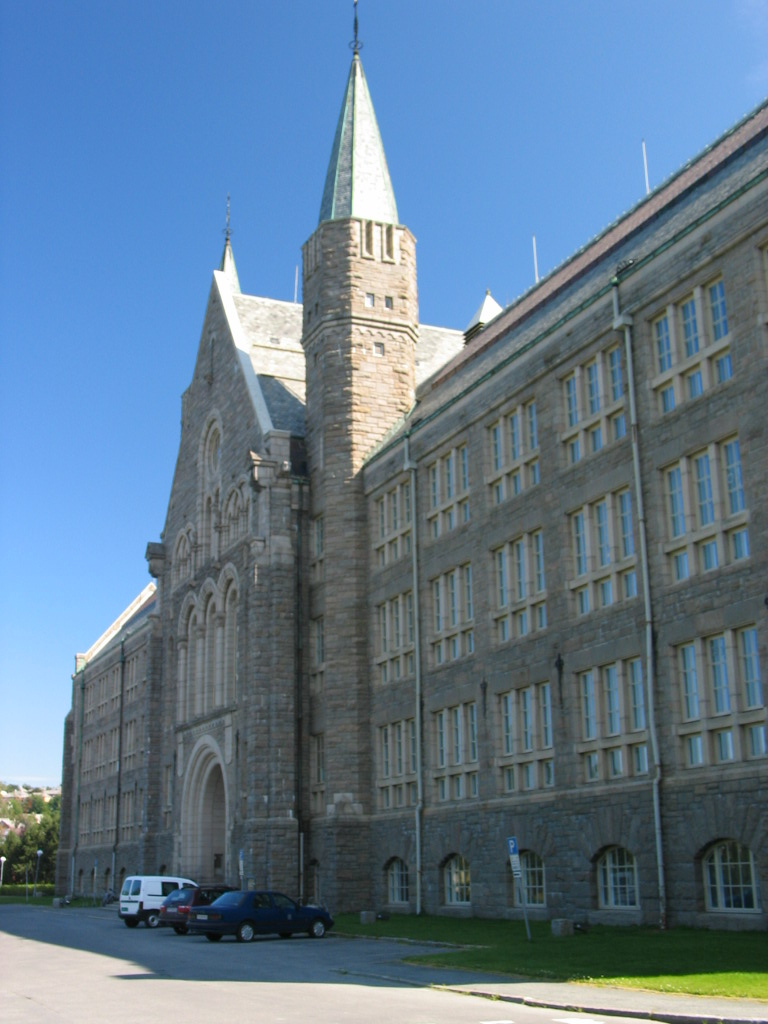
Budynek główny NTNU

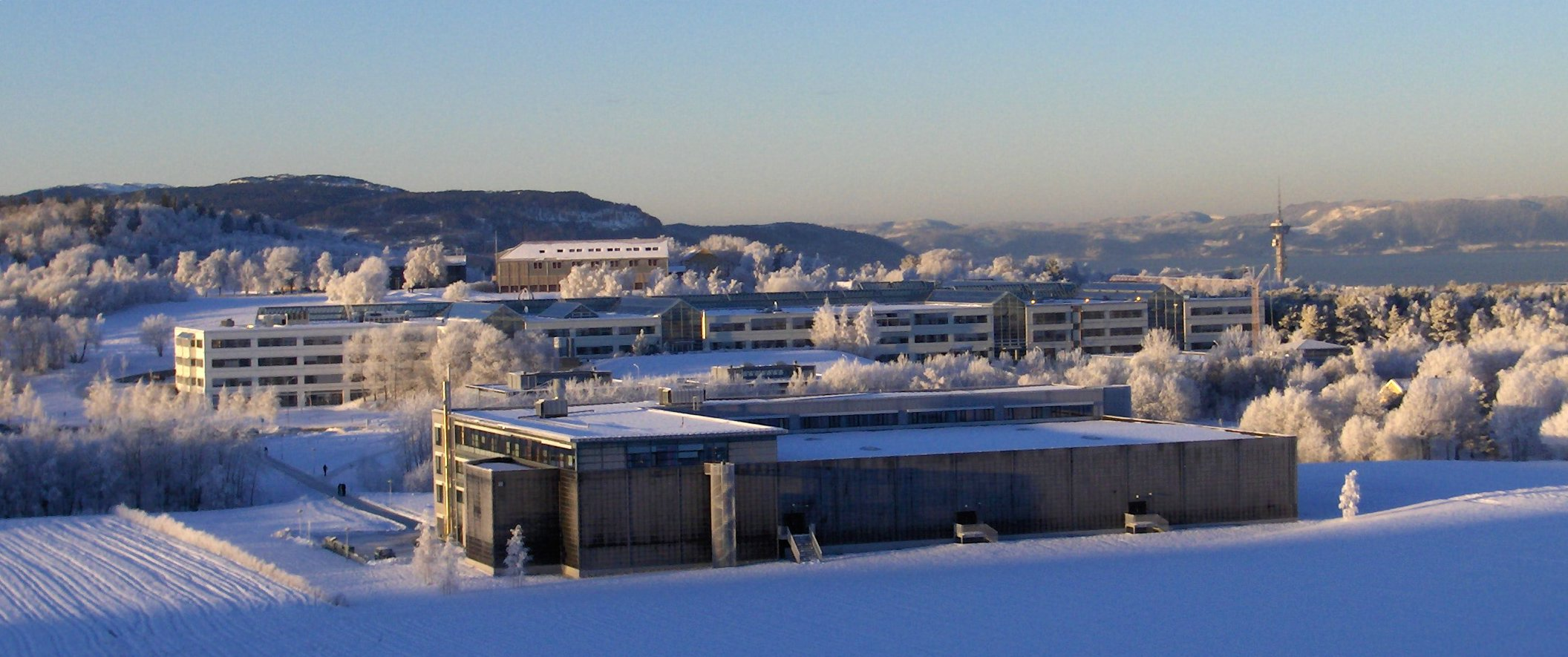
NTNU Dragvoll

Trondheim nazywane jest miastem studenckim. Średnio jeden na sześciu mieszkańców jest żakiem. Większość z nich (ponad 30 tys.) studiuje na Norweskim Uniwersytecie Naukowo-Technicznym – pierwszej co do liczby studentów uczelni w kraju. W 2016 roku Uniwersytet Medyczny w Trondheim (Sør-Trøndelag University College), wraz z innymi mniejszymi uczelniami został przyłączony do NTNU. Dodatkowo w Trondheim działa Norweska Szkoła MBI oraz Queen Maud’s College, kształcący głównie nauczycieli nauczania początkowego.

### Ośrodki badań
- Norges geologiske undersøkelse – zajmuje się badaniem skał, minerałów i wód gruntowych
- Norsk Institutt for Naturforskning – Norweski Instytut Badań Naturalnych dbający o długoterminową strategię ochrony środowiska naturalnego
- NTNU Samfunnsforskning AS
- SINTEF – Fundacja dla Naukowych i Przemysłowych Badań przy Norweskim Instytucie Technologii
- TISIP – informatyka i badania naukowe

Liczba szkół wyższych oraz ośrodków naukowych sprawiają, że Trondheim pełni ważną rolę w zakresie rozwoju technologii w Norwegii.

### Szkoły
W Trondheim istnieje 99 szkół podstawowych, gimnazja oraz 3 szkoły międzynarodowe:
- Birralee International School jest szkołą dla dzieci w wieku 4 – 13 lat, w której zajęcia odbywają się po angielsku,
- Trondheim International School oferująca zajęcia dwujęzyczne (norwesko-angielskie) dla dzieci w wieku 3 – 16 lat, które przygotowują uczniów do podjęcia nauki w Trondheim Katedralskole.

## Kultura

### Festiwale
- Latinfestivalen – organizowany od 1998 (co roku w styczniu) festiwal muzyki latynoamerykańskiej.
- The International Student Festival in Trondheim – jest to największy światowy festiwal studencki, organizowany co dwa lata od 1990. Podczas 10 festiwalowych dni ponad 400 studentów z różnych stron świata dyskutuje i bierze udział w przeróżnych warsztatach dotyczących polityki i problemów międzynarodowych.
- Minimalen kortfilmfestival – festiwal filmów krótkometrażowych organizowany zazwyczaj w marcu od 18 lat (pierwszy festiwal odbył się w 1988).
- Nidaros Bluesfestival – festiwal muzyki bluesowej odbywający się na przełomie kwietnia i maja

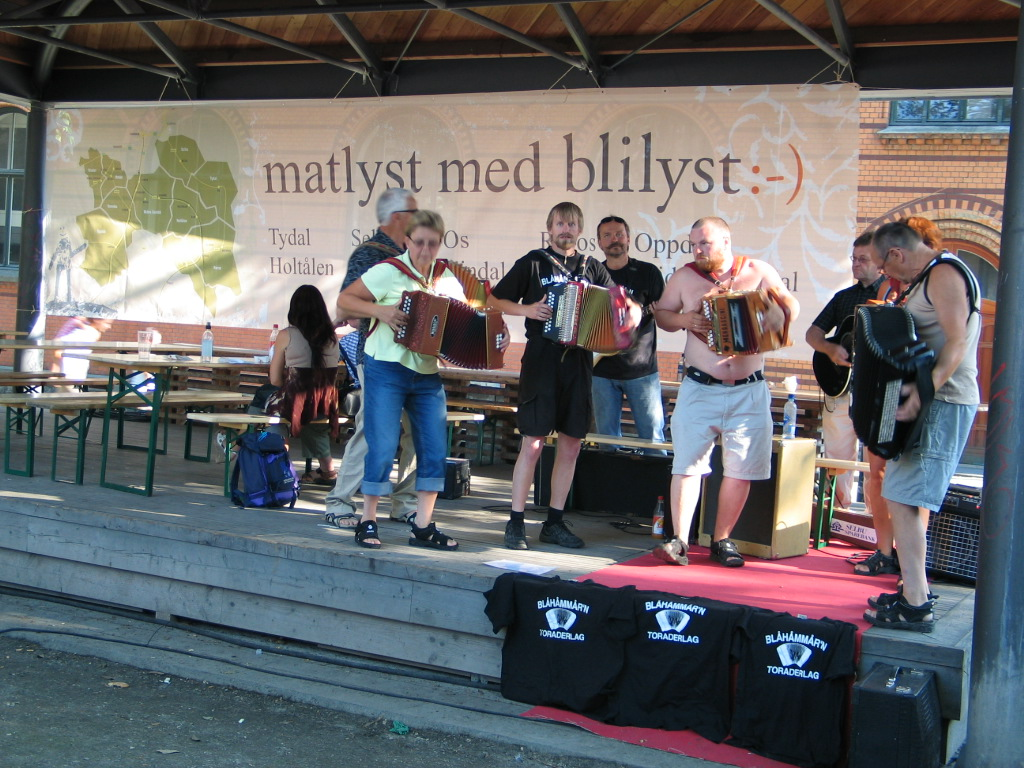
Występ podczas Festiwalu Jedzenia 2006

- Kosmorama – Międzynarodowy Festiwal Filmowy w Trondheim odbył się po raz pierwszy w 2005 roku, jednak swoją nazwą nawiązuje do pierwszego dużego kina w mieście, które powstało już 1910 roku
- Ungdommens Kulturmønstring
- Hell Music Festival – znany także jako Hell Blues Festival wystartował w 1992 roku. W ramach festiwalu odbywają się takie imprezy jak: „Opening Concert” (koncert powitalny), „Hell Blues Night Extravaganza”, „Rocknight in Hell”, „BBQ and Blues Vorspiel at Hell Station” i „Street Parade”.
- Olsokdagene på Stiklestad
- Trøndersk Matfestival – Festiwal Jedzenia prezentujący dorobek kulinarny okręgu Sør-Trøndelag
- Olavsfestdagene – Festiwal św. Olava, jest to największy festiwal kościelno-kulturalny, odbywający się każdego lata w całej Norwegii od 1962 roku.
- Storåsfestivalen – festiwal muzyczny. Na czas festiwalu wydzielany jest specjalny kemping dla uczestników, których w 2005 było około 15 tys., a podczas 3 dni zagrało prawie 60 zespołów
- Kristin på Husaby
- Olav Engelbrektsson
- Trondheim Jazzfestival – festiwal jazzowy, podczas którego można posłuchać najwybitniejszych artystów skandynawskich, odbywa się na przełomie sierpnia i września.
- Trondheim Kammermusikkfestival – Festiwal Muzyki Kameralnej. Twórcy festiwalu wychodzą z założenia, że „muzyka jest jak świeże jedzenie i trzeba je konsumować tu i teraz”, stąd też otwarta formuła festiwalu pozwalająca każdemu spotkać się z każdym. Podczas festiwalu w 2006 otworzono nową salę koncertową Dokkhuset położoną w samym centrum Nedre Elvehavn.
- StudenterUKA – tydzień studencki, norweski festiwal kulturalny.

### Muzea

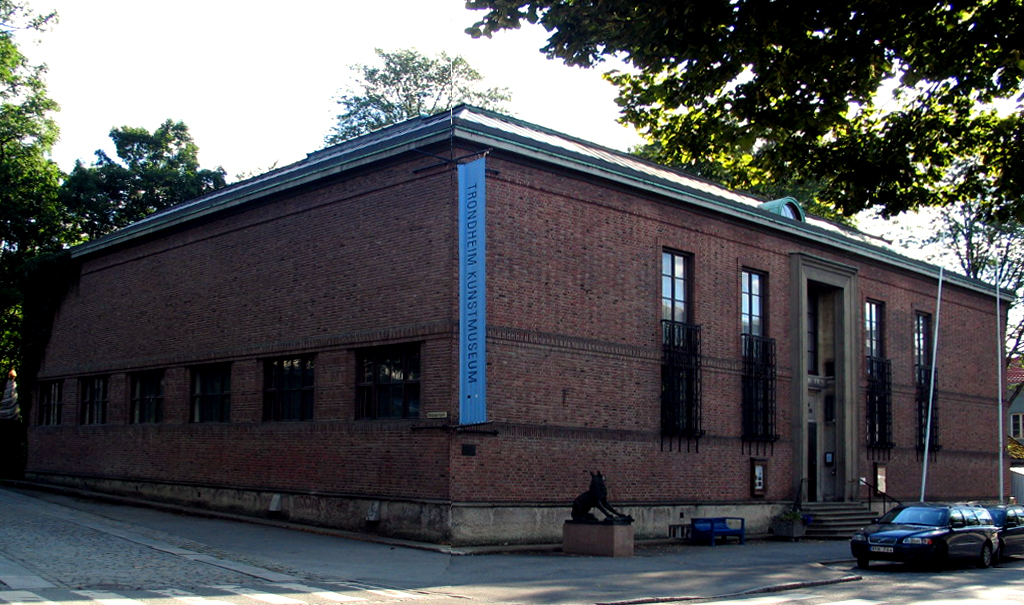
Muzeum Sztuki w Trondheim

- Trondhjems Kunstmuseum – Muzeum Sztuki
- Sverresborg Trøndelag Folkemuseum – Muzeum Historii Kultury
- Telemuseet – Norweskie Muzeum Telekomunikacji w Trondheim
- Trondhjems Sjøfartsmuseum – Muzeum Morskie
- Vitenskapsmuseet – Muzeum Historii Ziemi i Archeologii
- Vitensenteret – Centrum Wynalazków
- Rustkammeret – Muzeum Militariów
- Ringve Museum – Narodowe Muzeum „Ringve” (Muzeum Historii Muzyki)
- Ringve botaniske hage – Ringve Ogród Botaniczny
- Norsk Rettsmuseum – Narodowe Muzeum Policji
- Sporveismuseet – Muzeum Tramwajów w Trondheim
- Nordenfjeldske Kunstindustrimuseum – Narodowe Muzeum Sztuki Dekoracyjnej w Trondheim
- Det jødiske museum – Muzeum Żydowskie

### Ośrodek żydowski

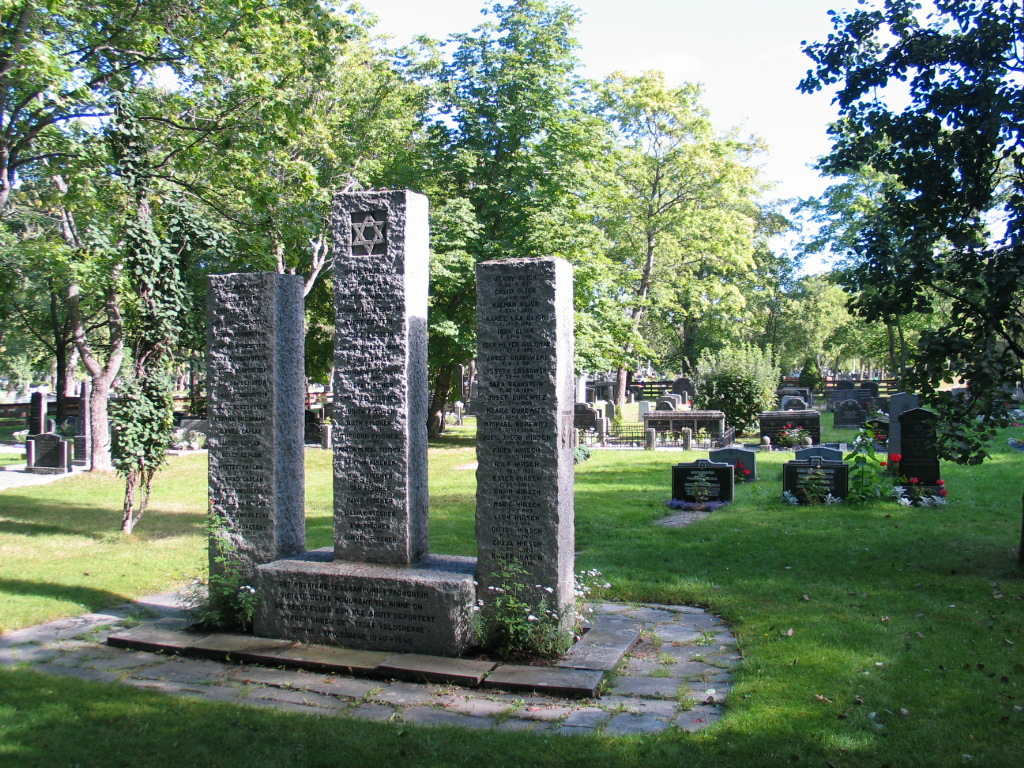
Cmentarz żydowski w Trondheim

W mieście istnieje jedyne w Norwegii muzeum żydowskie znajdujące się przy Ark. Christies gate 1. Muzeum otwarte w 1997 roku i było darem dla miasta na 1000. rocznicę powstania. Wystawione zdjęcia, ukazują między innymi historię Żydówki Cissi Klein, która została zabrana prosto ze szkolnej ławki przez norweską policję i wysłana do Auschwitz-Birkenau.

Tutejsza synagoga jest najdalej na północ położoną na świecie.

## Transport

### Tramwaje

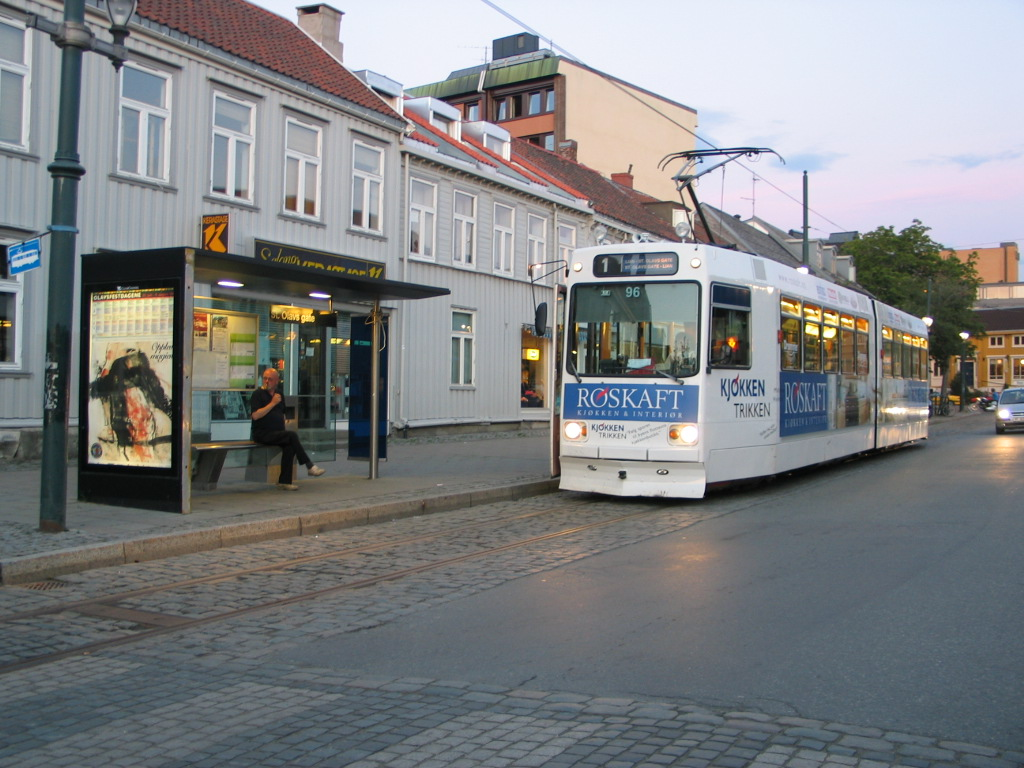
Tramwaj w Trondheim

Trondheim to położone najdalej na północ miasto na świecie, które może się poszczycić komunikacją tramwajową, a także posiadaniem w przeszłości partii tramwajarskiej w zarządzie miasta. Tramwaje zaczęły jeździć po mieście w 1901 roku, a już w 1924 otwarto muzeum prezentujące widokówki, magazyny i zdjęcia poświęcone tramwajom. Muzeum otwarte jest codziennie, a wejście dla zwiedzających jest za darmo.
System tramwajowy w Trondheim został zamknięty 12 czerwca 1988 roku, ale już dwa lata później uruchomiono ponownie linię tramwajową nr 1, Gråkallbannen, z przystanku St. Olavs gate przez Hospitalkirka, Ila, Bygrensen, Breidablikk, Hoem, Munkvoll i Ugla  do Lian. Trasa linii ma długość 8,8 km i posiada 21 przystanków. Zajezdnia tramwajowa znajduje się w Munkvoll. Tramwaje jeżdżą tą trasą średnio cztery razy na godzinę w ciągu dnia oraz raz na godzinę w nocy.
Szerokość torów wynosi 1000 mm.
Gråkallbannen w każdą sobotę lata wypuszcza do 91 starych tramwajów na trasę pomiędzy St. Olavs gate w centrum i Lian w Bymarka (czas przejazdu około 2 godzin).

### Autobusy

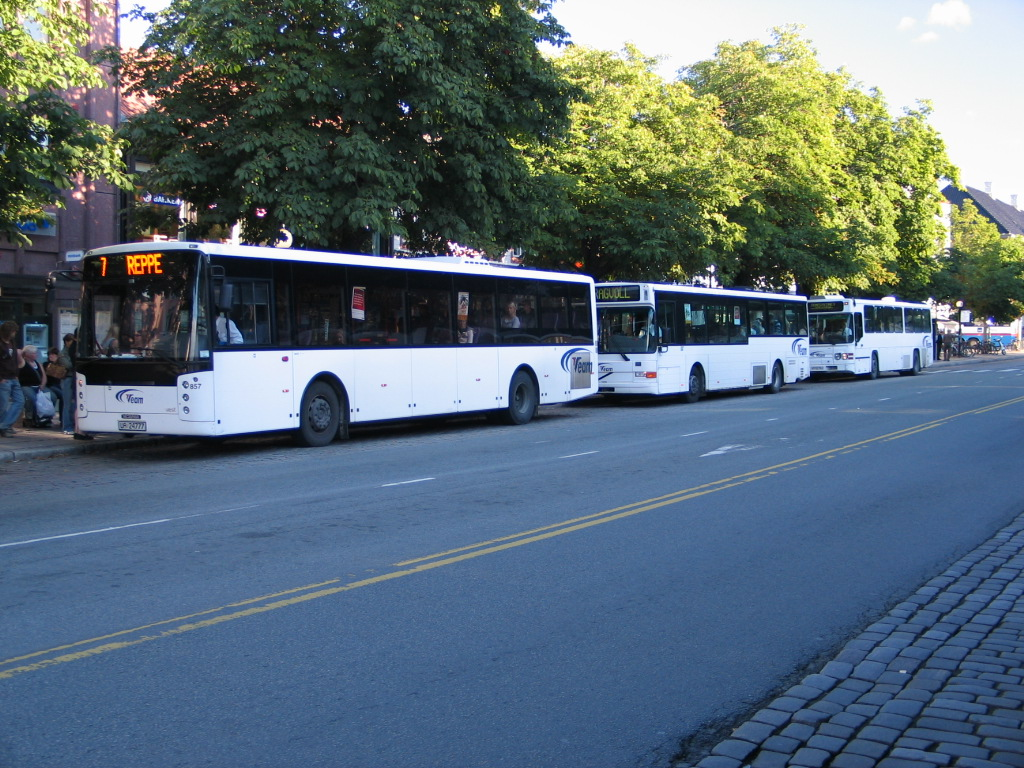
Autobusy przy ulicy Munkegata

Przewoźnikiem obsługującym publiczny transport zbiorowy w Trondheim jest AtB. Linie autobusowe docierają do każdej, nawet najdalszej części miasta. Pierwsze autobusy zaczynają jeździć około godziny 5:00 rano, a ostatnie kończą kursować około północy. W nocy na trasy wyjeżdżają autobusy nocne.
Wszystkie autobusy mają jeden wspólny przystanek w samym centrum miasta przy Munkegata. Autobusy, zwłaszcza w godzinach szczytów komunikacyjnych, stanowią szybką konkurencję dla samochodów osobowych, które nie mogą korzystać ze specjalnie wydzielonych pasów ruchu.
Koszty biletów są relatywnie tanie dla mieszkańców miasta: w 2011 roku ceny biletów to 30 NOK dla dorosłych i 15 dla dzieci. Są także bilety okresowe np. miesięczny 585 NOK, a osoby po 67 roku życia jeżdżą bezpłatnie.

### Lotnisko

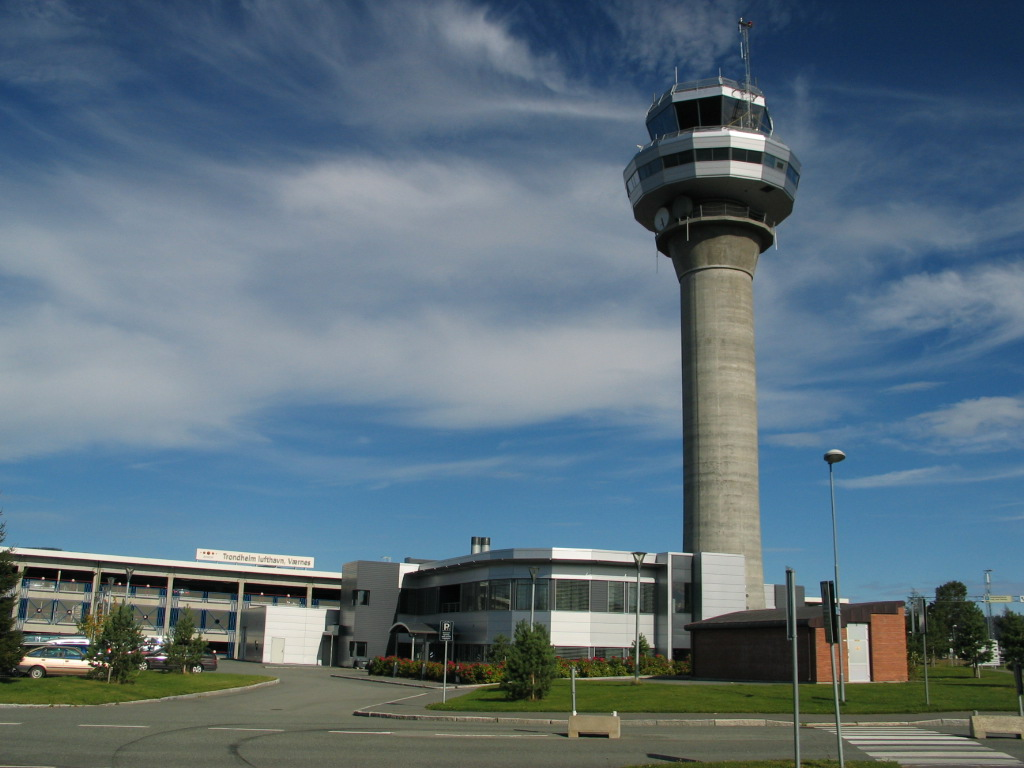
Lotnisko Trondheim

35 km od Trondheim w Stjørdal, znajduje się jedno z największych lotnisk w Norwegii. Lotnisko Trondheim lufthavn, Værnes obsługiwane jest przez firmę Avinor, dzieląc lotnisko z częścią wojskową zarządzającą przez Norweskie Siły Powietrzne. Lotnisko, z którego pierwszy lot odbył się 26 marca 1914, w 2005 obsłużyło 2 817 454 pasażerów.

### Transport kolejowy

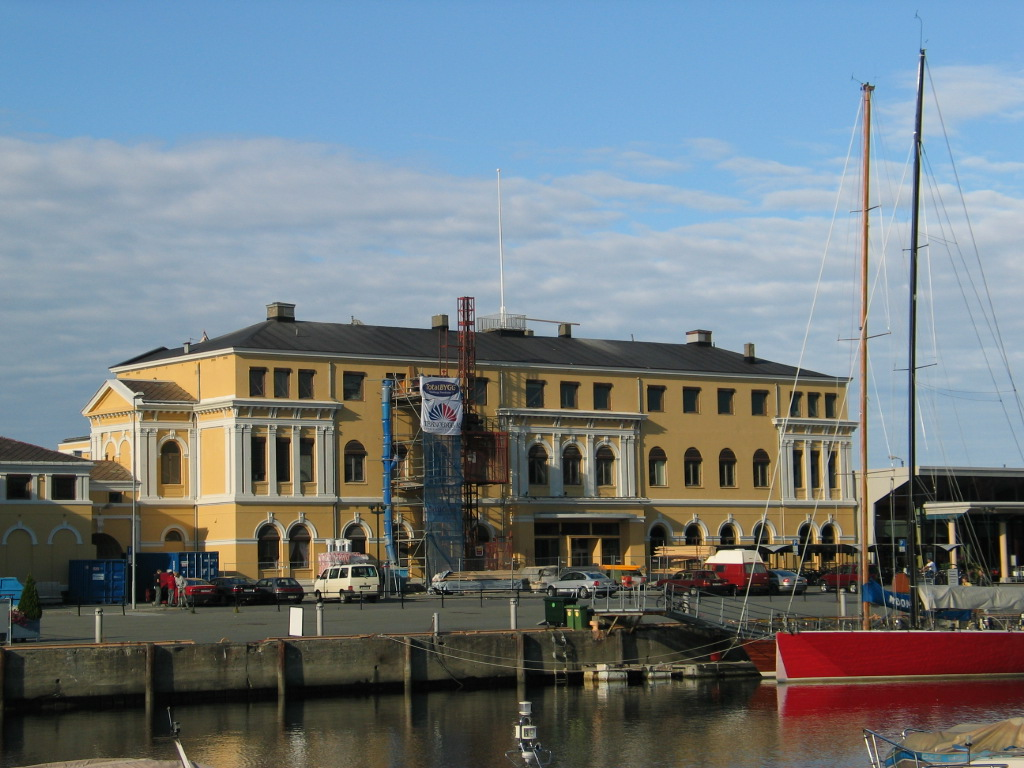
Dworzec kolejowy

Miasto posiada dworzec kolejowy z którego odjeżdżają koleje linii Nordlandsbanen łączące Trondheim z Mo i Rana od 1942 roku, z Fauske od 1958, a z Bødo od 1962 roku. Natomiast inna linia kolejowa Meråkerbanen łączy od 1882 roku ze Szwecją via Storlien. Z Oslo łączą natomiast dwie linie Rørosbanen (od 1877) i Dovrebanen (od 1921).

### Statki
Z Trondheim odpływają statki firmy Hurtigruten, które kursują pomiędzy Bergen a Kirkenes. Dodatkowo w sezonie letnim, do portu zawija wiele statków rejsowych. Od roku 1994 kursuje szybki statek do Kristiansund, pełniąc rolę statku regionalnego dowożącego ludzi tych dwóch bliskich geograficznie miast.

### Rowery

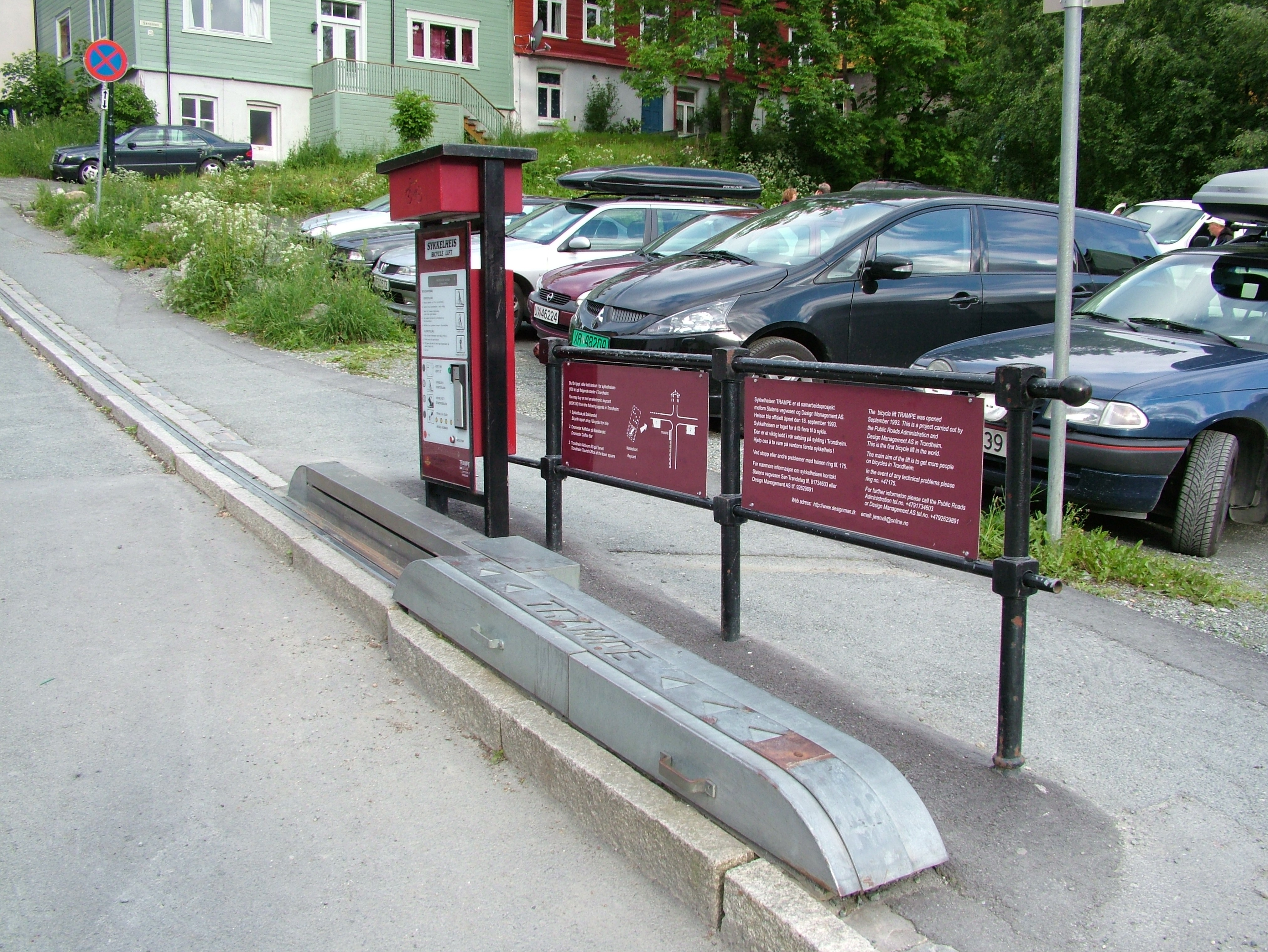
Rowerowa winda w Trondheim

W Trondheim w latach 90. XX wieku postawiono na rozwinięcie tras rowerowych, aby jak największa rzesza osób mogła codziennie korzystać z tego środka transportu. Obecnie pojazd ten jest popularniejszy od samochodów, a mieszkańcy mają udostępnione liczne parkingi i wydzielone ścieżki rowerowe.
Przy Bakklandet, obok Gamle Bybro, znajduje się jedyny na świecie wyciąg dla rowerów i jest sporą atrakcją dla turystów. Wynalazcą tej nietypowej windy otwartej 18 sierpnia 1993 roku jest Jarle Wanvik. Urządzenie pomaga podjechać pod dość stromą górkę. Ten niestandardowy prototyp od momentu uruchomienia przewiózł ponad 200 tys. rowerzystów.
W Trondheim osoby nie posiadające własnego roweru mogą pożyczyć jeden ze 125 rowerów publicznych, które są rozmieszczone na 10 „przystankach” w rejonie starego miasta. Aby wypożyczyć rower należy udać się do Biura Informacji Turystycznej, gdzie otrzymuje się specjalną elektroniczną kartę, która pozwala odblokować rower. Jednorazowo można używać roweru przez 3 godziny (kartę otrzymuje się na 24 godziny), a odstawić go można na najbliższym z „przystanków”. Wypożyczenie roweru jest bezpłatne, jedyną opłatą jest depozyt w wysokości 200 NOK, zwracany przy oddaniu karty.

## Sport

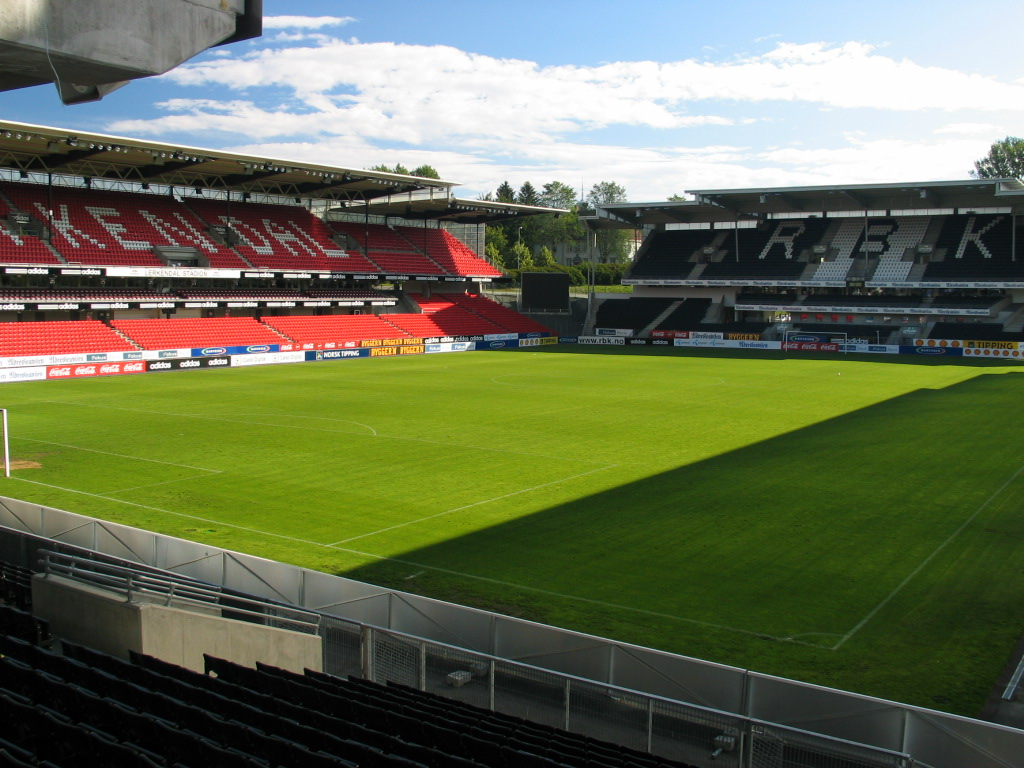
Lerkendal Stadion

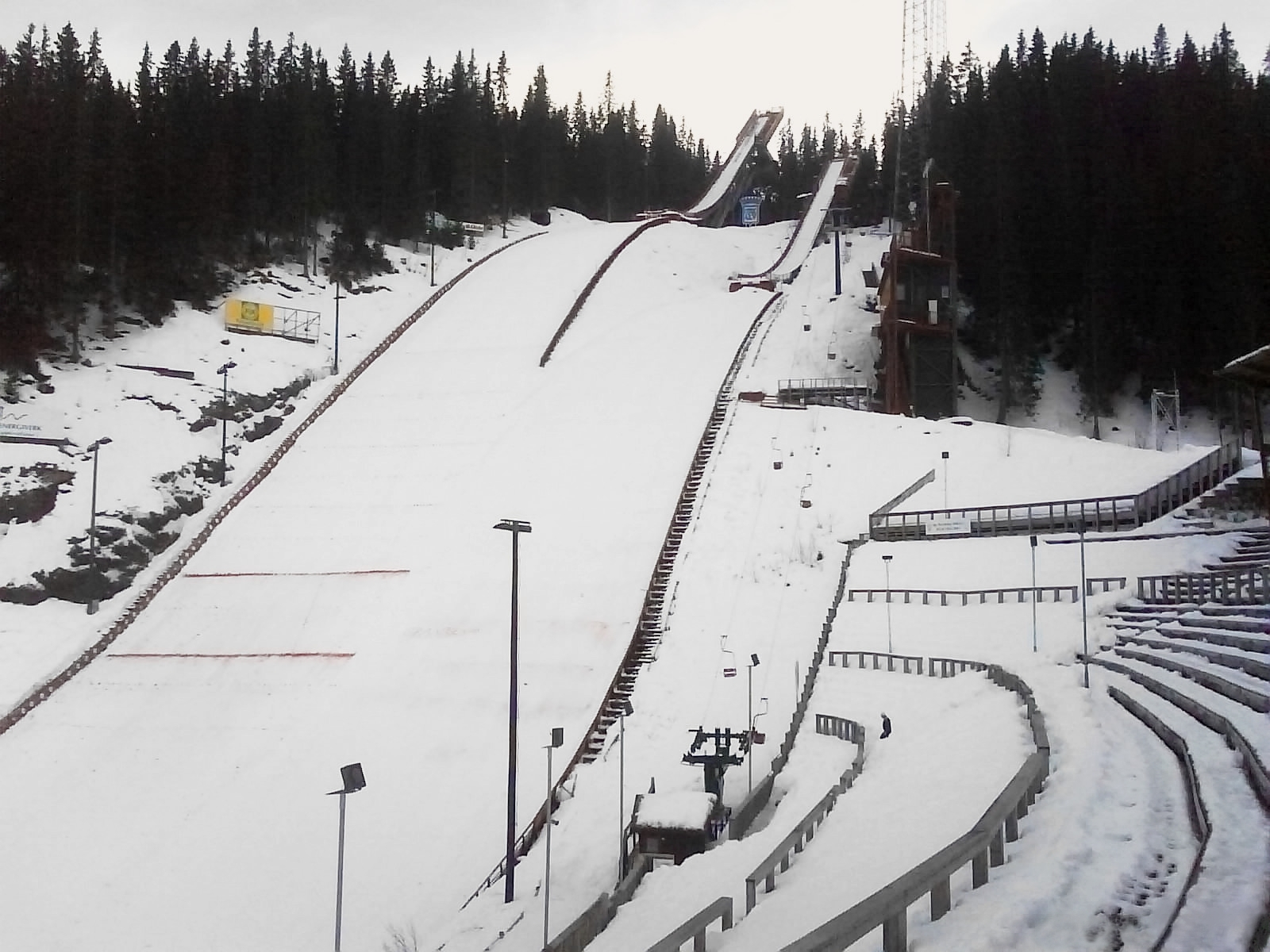
Skocznie Granåsen

W mieście działa wiele klubów sportowych, ale najsławniejszym z nich jest Rosenborg BK. Wielokrotnie wygrywał mistrzostwo norweskiej ekstraklasy, oraz występował w Lidze Mistrzów. Klub rozgrywa mecze na obiekcie Lerkendal Stadion. Funkcjonuje również Amazon Grimstad FK – klub piłkarski kobiet. W Trondheim mieści się także Granåsen – skocznia narciarska, która była areną wielu zawodów m.in. Mistrzostw Świata w Narciarstwie Klasycznym 1997, oraz Pucharu Świata w narciarstwie klasycznym w 2004 roku. Na skoczni rozgrywane są także zawody Pucharu Świata w skokach narciarskich. W mieście znajduje się także pole golfowe z osiemnastoma dołkami. Z terenów „Bymarka” rozpościera się widok na całe miasto i pobliski fiord.
W 2025 odbędą się tu również Mistrzostwa Świata w Narciarstwie Klasycznym 2025.

## Znani mieszkańcy
- W Trondheim urodził się i mieszka norweski biegacz narciarski, trzykrotny mistrz olimpijski z 2018, czterokrotny medalista mistrzostw świata i wielokrotny medalista mistrzostw świata juniorów. Najmłodszy w historii mistrz olimpijski w biegach narciarskich Johannes Høsflot Klæbo.
- W Trondheim dorastała Liv Ullmann, norweska aktorka i reżyserka.
- W Trondheim urodziła się Marit Bjørgen, norweska biegaczka narciarska.
- W Trondheim urodził się i mieszka norweski skoczek narciarski Anders Bardal.
- W Trondheim urodził się pisarz Erlend Loe.
- W Trondheim urodził się piłkarz ręczny Wisły Płock Vegard Samdahl.
- W Trondheim urodził się JOWST, reprezentant Norwegii w Konkursie Piosenki Eurowizji w 2017 roku.

## Miasta partnerskie
Trondheim posiada 12 miast partnerskich:
- Darmstadt, Niemcy
- Dunfermline, Wielka Brytania
- Graz, Austria
- Kópavogur, Islandia
- Norrköping, Szwecja
- Odense, Dania
- Petach Tikwa, Izrael
- Ramallah, Palestyna
- Split, Chorwacja
- Tampere, Finlandia
- / Tyraspol, Mołdawia/Naddniestrze
- Vallejo, USA.

Oprócz tego miasto współpracuje blisko z Klaksvík, Upernavik, Östersund i Sundsvall.

## Galeria

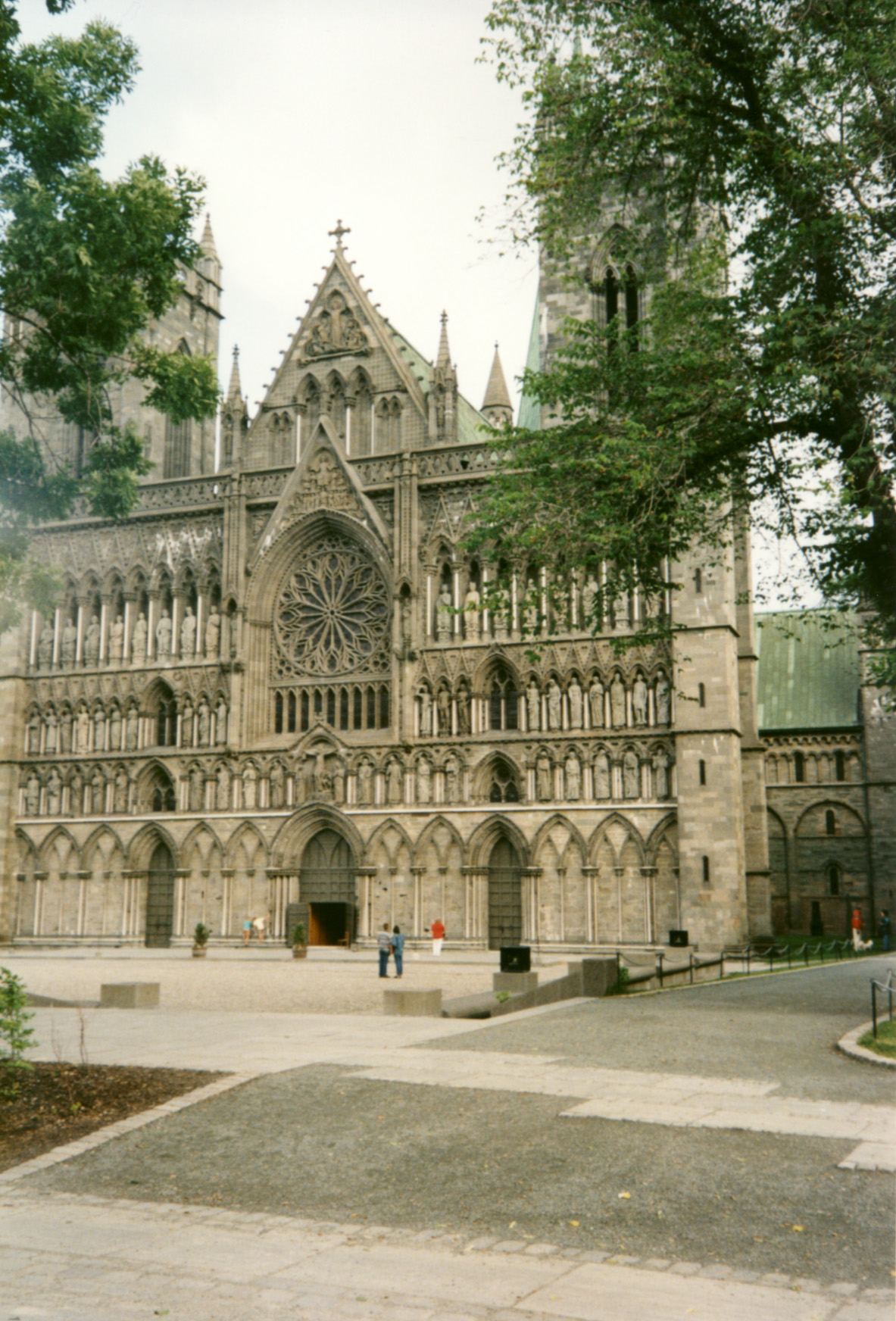
Nidarosdomen – Katedra w Trondheim
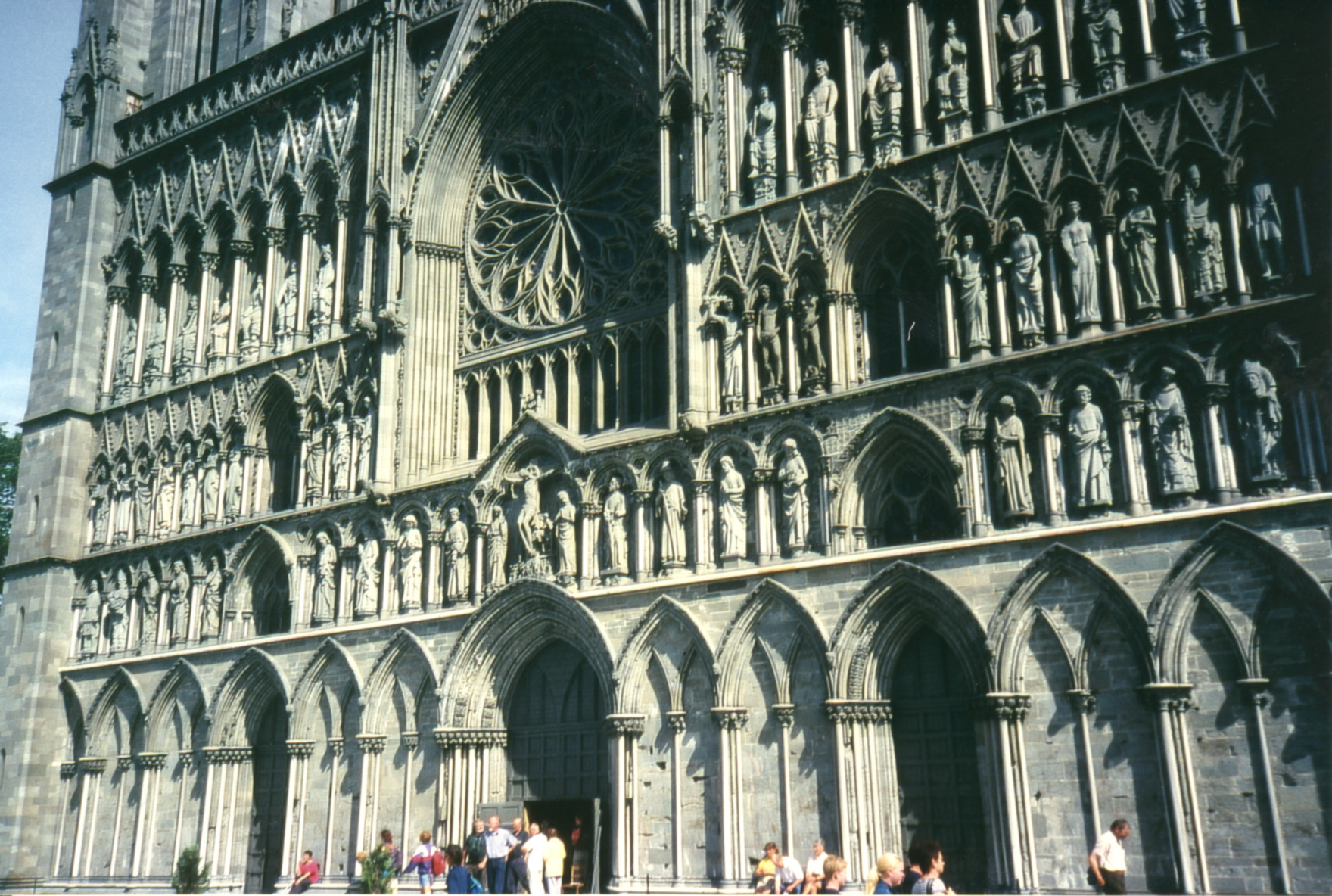
Nidarosdomen – Katedra w Trondheim, zbliżenie
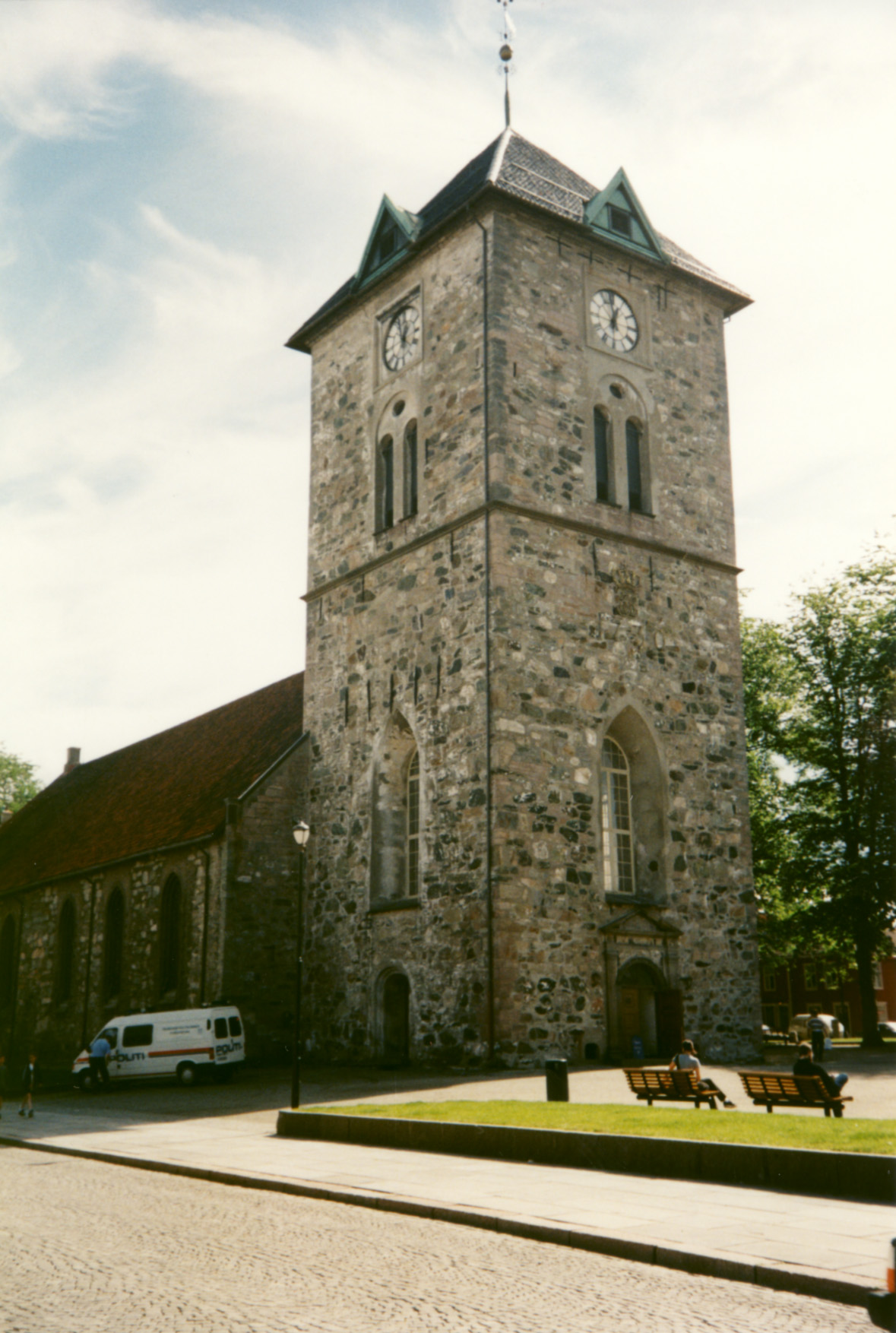
Vår Frue kirke – kościół Naszej Pani w Trondheim
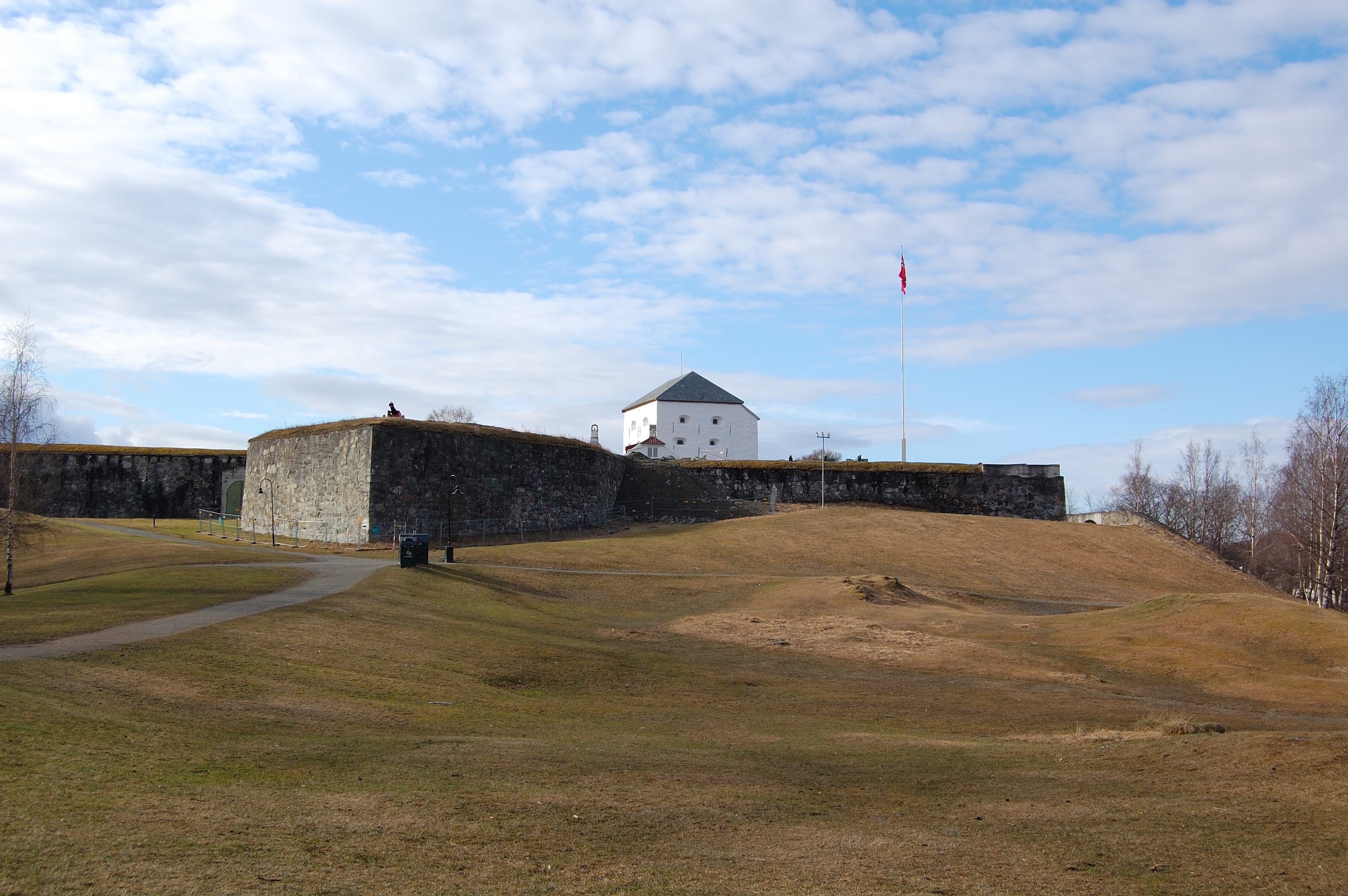
Twierdza Kristiansten
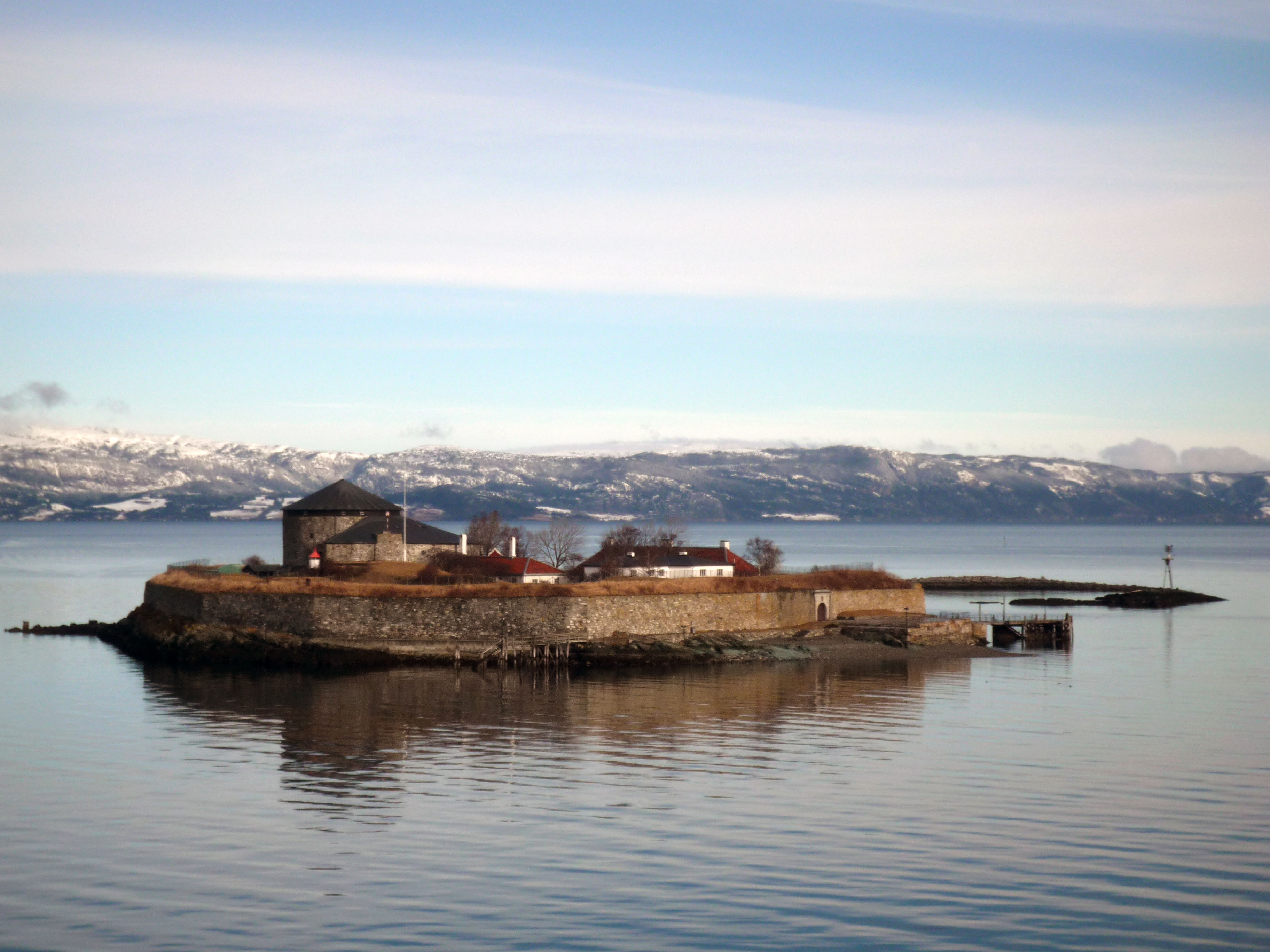
Munkholmen